# Jean II Stapleton
Pour les articles homonymes, voir Stapleton.
Jean II Stapleton, né en 1696 au Cap Français (Saint-Domingue), mort en 1776 à Nantes, est un négociant, planteur esclavagiste et armateur nantais, issu d'une famille des Irlandais de Nantes.

## Biographie

### Origine et famille
Créole de la colonie de Saint-Domingue, il est le fils du riche planteur esclavagiste Jean Ier Stapleton et de Helène Skerrett.
En 1733, il épouse à Nantes Agnès O'Shiell, fille de Luc O'Shiell, grand négociant et armateur négrier d'origine irlandaise jacobite qui travaille avec sa mère devenue veuve. Lors de ce mariage, la dot d'Agnès s'élève à 250 000 livres.
De ce mariage naîtront au château des Dervallières (paroisse Saint-Martin de Chantenay) plusieurs enfants, notamment : Luc-Edmond (1733), Hélène Agnès et Anne.
Luc-Edmond épousera en 1766 Marie-Anne de Lannion, dame d’Arradon, près de Vannes, où le couple établit sa demeure principale.
Hélène Agnès épousera en 1767 le comte Pierre-André Gohin de Montreuil, gouverneur de Saint-Domingue.
Anne épousera le 3 février 1780 Pierre François de Bardon de Segonzac (1749-1816), propriétaire du château de Segonzac, vicomte et capitaine des vaisseaux du roi devenu ensuite contre-amiral et commandeur de l'ordre de Saint-Louis en 1816 peu avant sa mort.

### Propriétés foncières
Seigneurie des Dervallières
En 1701, son père a acheté  la seigneurie des Dervallières à Nantes, pour le prix de 64 000 livres et a agrandi le château.
La bibliothèque de Stapleton, aux Dervallières, se distingue par une plus forte proportion d’ouvrages de théologie que chez les autres négociants, et une part plus faible pour les sciences et les arts et surtout pour les belles-lettres. Elle contient plus d’écrits juridiques, ce qui est révélateur de son appartenance à la vieille noblesse.
Comté de Trèves
En 1741, Jean II Stapleton achète lui-même le fief de la Grande Durandière (à St-Martin de Chatenay, Nantes),, puis, en 1747, le domaine et château de Trèves dans l'actuelle commune de Chênehutte-Trèves-Cunault (Maine-et-Loire). Dans l'achat figurent les châtellenies de Milly, Pocé, Villeneuve-Maillard, Sourches, Mardron, la Tour de Ménives. Le 23 août 1747, Louis XV érige la baronnie en comté, en ajoutant à ces seigneuries les terres de Laillou (L'Aillou), Baucheron, Virollais, Saugré, la Mimerolle, les Noyers Aménard, Varennes-sous-Doué et Laleau. En 1762, le comté de Trèves est encore augmenté des terres du prieuré de Cunault.
En 1748, en relation avec cet achat, Jean II Stapleton emprunte 200 000 livres tournois, au denier 20 (taux d'intérêt de 5 % ; cf. l'article rentes) à l'armateur nantais Guillaume Grou, son beau-frère : "Le fils Stapleton opère la création d'un comté, l'ensemble des terres acquises par deux générations en l'espace de soixante années s'étend sur une superficie de 7 000 hectares" (analyse l'historienne Natacha Bonnet qui a étudié le parcours de cette grande famille de l'armement nantais). Les clauses du contrat notarié établissant le paiement à 400 milliers de sucres pesant, soit une année de la production de la plantation familiale.
Dès 1750, Jean II Stapleton fait reconstruire le château de Trèves, ne conservant que le donjon de l'ancien. Un immense escalier monumental donne accès au nouveau palais. L'escalier intérieur dessert diverses salles voûtées, nues et désertes. Des cuisines occupent le soubassement et plus bas figurent les prisons. Du château de Trèves, il ne reste véritablement que la tour jouxtant l'église. Sa litre seigneuriale orne l'église Notre-Dame de Cunault dont il est le seigneur.
Le total des patrimoines nantais et angevins s'élève à 790 262 livres tournois. Les biens coloniaux de la famille totalisent 1,14 million de livres en 1789 contre 400 000 livres en 1751.